# Leiaster coriaceus

Leiaster coriaceus är en sjöstjärneart som beskrevs av Peters 1852. Leiaster coriaceus ingår i släktet Leiaster, och familjen Ophidiasteridae. Inga underarter finns listade.

## Utbredning
Leiaster coriaceus finns i östra Indiska oceanen.